# 김소진 (배우)
김소진(1979년 12월 12일~)은 대한민국의 배우이다.
2017년 영화 《더 킹》에서 검사 역으로 열연하여, 2017년 대종상영화제 여우조연상, 청룡영화상 여우조연상, 백상예술대상 여자조연상을 수상하였다.

## 생애
김소진은 1979년 12월 12일에 서울특별시에서 태어나서 유치원부터 고3까지 강원도 인제군 기린면 현리에서 살았다.
2013년 더 테러 라이브의 이지수 기자 역으로 눈도장을 찍은 후 2017년 더 킹에서 안희연 검사 역을 맡아 인지도가 급상승했으며, 이 작품으로 백상예술대상, 대종상, 청룡영화상, 올해의 영화상 등에서 여우조연상을 수상했다.
그 외에도 재심, 아이 캔 스피크, 미성년, 마약왕, 공작, 남산의 부장들, 모가디슈, 비상선언 등 굵직굵직한 작품들에 비중 있는 주조연으로 출연하며 탄탄한 필모그래피를 자랑하는 한국 영화계의 신스틸러 전문 배우로 성장했다. 필모그래피를 보면 대부분 연극과 영화에만 전념했고, 2016년 MBC 결혼계약으로 드라마에 데뷔한 후 2022년 악의 마음을 읽는 자들로 첫 드라마 주연을 맡게 되었다. 허스키하지만 명확한 전달력을 가진 발성이 인상적이다.

## 학력
- 기린중학교 (졸업)
- 기린고등학교 (졸업)
- 동아방송예술대학교 영상제작과 (졸업 후 편입)
- 중앙대학교 안성캠퍼스 연극영화학과 연출전공 (졸업)
- 한국예술종합학교 연극원 연기과 전문사 (졸업)

## 출연 작품

### 영화
| 연도 | 제목             | 역할          | 감독           | 비고 |
| ---- | ---------------- | ------------- | -------------- | ---- |
|      |                  |               |                |      |
| 2006 | 조선특수부대마초 | 유진          |                |      |
| 2008 | 광명의 그녀      | 윤주          |                |      |
| 2010 | 초능력자         | 미스 리       | 김민석         |      |
| 2011 | 체포왕           | 마포 여경     | 임찬익         |      |
| 2011 | 퀵               | 매니저팀장    | 조범구         |      |
| 2012 | 밀청             | 미연          |                |      |
| 2013 | 더 테러 라이브   | 이지수 기자   | 김병우         |      |
| 2013 | 스파이           | 상황실 요원 2 | 이승준         |      |
| 2014 | 씨, 베토벤       | 하진          | 박진순, 민복기 |      |
| 2014 | 우는 남자        | 미진          | 이정범         |      |
| 2014 | 신의 한 수       | 영숙          | 조범구         |      |
| 2014 | 두근두근 내 인생 | 김 작가       | 이재용         |      |
| 2015 | 퇴마: 무녀굴     | 수혜          | 김휘           |      |
| 2015 | 도리화가         | 진채선 모     | 이종필         |      |
| 2017 | 더 킹            | 안희연 검사   | 한재림         |      |
| 2017 | 재심             | 강효진        | 김태윤         |      |
| 2017 | 아이 캔 스피크   | 금주          | 김현석         |      |
| 2018 | 공작             | 창주 처       | 윤종빈         |      |
| 2018 | 마약왕           | 성숙경        | 우민호         |      |
| 2019 | 미성년           | 미희          | 김윤석         |      |
| 2020 | 남산의 부장들    | 데보라 심     | 우민호         |      |
| 2021 | 스프링 송        | 소진          | 유준상         |      |
| 2021 | 모가디슈         | 김명희        | 류승완         |      |
| 2021 | 비상선언         | 희진          | 한재림         |      |

### 연극
| 연도 | 제목                                                            | 역할          | 비고 |
| ---- | --------------------------------------------------------------- | ------------- | ---- |
| 2008 | 시동라사                                                        | 강정옥        |      |
| 2009 | 이상 열 셋까지 세다                                             | 초록, 금홍    |      |
| 2009 | 한밤의 세레나데                                                 | 박정자        |      |
| 2009 | 오월엔 결혼할꺼야                                               | 최세연        |      |
| 2010 | 양덕원 이야기                                                   | 나영          |      |
| 2010 | 산티아고 가는길                                                 | 진            |      |
| 2011 | 갈매기                                                          | 마샤          |      |
| 2011 | 연                                                              | 신재순        |      |
| 2011 | 삼년상                                                          |               |      |
| 2012 | 풍찬노숙                                                        | 그 애         |      |
| 2012 | 씨, 베토벤                                                      | 하진          |      |
| 2012 | 봄의노래는바다에흐르고                                          |               |      |
| 2012 | 거기                                                            | 김정          |      |
| 2013 | 거기                                                            | 김정          |      |
| 2013 | 그날들                                                          | 사서          |      |
| 2014 | 남산희곡페스티벌 (낭독공연:싸이렌)                              |               |      |
| 2014 | 한때 사랑했던 여자에게 보내는 구소련 우주비행사의 마지막 메시지 | 비비안/실비아 |      |
| 2014 | 배수의고도                                                      | 카타오카 유우 |      |
| 2014 | 프라이드                                                        | 실비아        |      |
| 2014 | 그날들                                                          | 사서          |      |
| 2015 | 달빛요정과 소녀                                                 | 은주          |      |
| 2015 | 거기                                                            | 김정          |      |
| 2015 | 러브                                                            | 타냐          |      |
| 2015 | 만추                                                            | 애나          |      |
| 2015 | 꼬리솜 이야기                                                   | 마금곱지      |      |
| 2015 | 원파인데이                                                      | 진경          |      |
| 2016 | 크레센도 궁전                                                   | 여자          |      |
| 2016 | 단편소설집                                                      | 리사 모리슨   |      |
| 2016 | 클로저                                                          | 안나          |      |
| 2017 | 라빠르트망                                                      | 알리스        |      |
| 2018 | 낫심                                                            |               |      |
| 2018 | 애도하는사람                                                    | 나기 유키요   |      |
| 2019 | 단편소설집                                                      | 리사 모리슨   |      |
| 2021 | 우리가 사랑했던 정원에서                                        | 내래이터      |      |

### 드라마
| 연도 | 방송    | 제목                  | 역할   | 비고 |
| ---- | ------- | --------------------- | ------ | ---- |
| 2016 | MBC     | 결혼계약              | 황주연 |      |
| 2022 | SBS     | 악의 마음을 읽는 자들 | 윤태구 |      |
| 2023 | Disney+ | 비질란테              | 최미려 |      |

### 방송
| 연도 | 방송 | 제목                                                   | 역할     | 비고 |
| ---- | ---- | ------------------------------------------------------ | -------- | ---- |
| 2022 | KBS1 | 우크라이나 침공 100일 특집 2부작 2부 - 테티아나의 일기 | 내레이션 |      |

## 수상 및 후보
| 연도 | 시상식                                  | 부문                                        | 작품                  | 결과 | 출처  |
| ---- | --------------------------------------- | ------------------------------------------- | --------------------- | ---- | ----- |
| 2017 | 제53회 백상예술대상                     | 영화부문 여자 조연상                        | 더 킹                 | 수상 |       |
| 2017 | 제26회 부일영화상                       | 여우조연상                                  | 더 킹                 | 후보 |       |
| 2017 | 제54회 대종상                           | 여우조연상                                  | 더 킹                 | 수상 | [ 3 ] |
| 2017 | 제1회 더 서울어워즈                     | 영화부문 여우조연상                         | 재심                  | 후보 |       |
| 2017 | 제38회 청룡영화상                       | 여우조연상                                  | 더 킹                 | 수상 |       |
| 2017 | 제4회 한국영화제작가협회상              | 여우조연상                                  | 더 킹                 | 수상 |       |
| 2018 | 제9회 올해의 영화상                     | 여우조연상                                  | 더 킹                 | 수상 |       |
| 2018 | 문화예술발전유공자 오늘의 젊은 예술가상 | 연극                                        |                       | 수상 |       |
| 2020 | 제56회 대종상                           | 여우조연상                                  | 미성년                | 후보 |       |
| 2020 | 제56회 백상예술대상                     | 영화부문 여자 최우수연기상                  | 미성년                | 후보 |       |
| 2020 | 제25회 춘사영화제                       | 여우조연상                                  | 남산의 부장들         | 후보 |       |
| 2020 | 제29회 부일영화상                       | 여우조연상                                  | 남산의 부장들         | 후보 |       |
| 2022 | 제58회 백상예술대상                     | 영화부문 여자 조연상                        | 모가디슈              | 후보 |       |
| 2022 | 제27회 춘사국제영화제                   | 여우조연상                                  | 모가디슈              | 후보 |       |
| 2022 | 제31회 부일영화상                       | 여우조연상                                  | 비상선언              | 후보 |       |
| 2022 | 제43회 청룡영화상                       | 여우조연상                                  | 비상선언              | 후보 |       |
| 2022 | SBS 연기대상                            | 미니시리즈·장르판타지부문 여자 최우수연기상 | 악의 마음을 읽는 자들 | 후보 |       |
| 2023 | 제16회 아시안 필름 어워즈               | 여우조연상                                  | 비상선언              | 수상 |       |